# 23115 Valcourt
23115 Valcourt là một tiểu hành tinh vành đai chính với chu kỳ quỹ đạo là 2074.4524440 ngày (5.68 năm).
Nó được phát hiện ngày 3 tháng 1 năm 2000.